# Macajah
Macajah is een bestuurslaag in het regentschap Bangkalan van de provincie Oost-Java, Indonesië. Macajah telt 5168 inwoners (volkstelling 2010).